# 星毛庭荠
星毛庭荠（学名：Alyssum lenense var. dasycarpum）为十字花科庭荠属下的一个变种。

## 扩展阅读
- 維基物種上的相關：星毛庭荠